# Ford Fiesta RS WRC
De Ford Fiesta RS WRC is een rallyauto van de Amerikaanse constructeur Ford. De Fiesta is vanaf het seizoen 2011 actief in het Wereldkampioenschap Rally, als vervanger van de Ford Focus RS WRC. De Fiesta RS WRC is gebaseerd op de Fiesta S2000 en voorzien van een Ford EcoBoost 1.6 turbomotor (met een vermogen van 300 pk bij 6000 tpm en een koppel van 450 Nm bij 4000 tpm) en permanente vierwielaandrijving .
Naast het officiële fabrieksteam, met rijders Mikko Hirvonen en Jari-Matti Latvala, komen ook een aantal privé-teams uit met de Fiesta, waaronder het Monster World Rally Team met Ken Block. Mikko Hirvonen en Jari-Matti Latvala sloten het seizoen 2011 op een 2e, respectievelijk 4e plaats, af. 
Voor het seizoen 2012 keerde Petter Solberg terug bij het Ford team om de naar Citroën vertrokken Mikko Hirvonen te vervangen. Jari-Matti Latvala is zijn teamgenoot.

## WRC overwinningen van het Fiesta RS WRC
| No. | Rally                          | Seizoen | Oppervlak | Chauffeur          | Navigator       |
| --- | ------------------------------ | ------- | --------- | ------------------ | --------------- |
| 1   | 59e Rally van Zweden           | 2011    | Sneeuw    | Mikko Hirvonen     | Jarmo Lehtinen  |
| 2   | 21e Rally van Australië        | 2011    | Gravel    | Mikko Hirvonen     | Jarmo Lehtinen  |
| 3   | 67e Rally van Groot-Brittannië | 2011    | Gravel    | Jari-Matti Latvala | Miikka Anttila  |
| 4   | 60e Rally van Zweden           | 2012    | Sneeuw    | Jari-Matti Latvala | Miikka Anttila  |
| 5   | 46e Rally van Portugal         | 2012    | Gravel    | Mads Østberg       | Jonas Andersson |
| 6   | 68e Rally van Groot-Brittannië | 2012    | Gravel    | Jari-Matti Latvala | Miikka Anttila  |